# ひよどり祥子
ひよどり 祥子（ひよどり さちこ）は日本のホラー漫画家。女性。長崎県出身。『死人の声をきくがよい』以外の作品では、うぐいす 祥子（うぐいす さちこ）名義を用いている。
2003年、『プチプリンセス』（秋田書店）にてギャグ4コマ『特命女子高生サチコ』でデビュー。『ミステリーボニータ』（秋田書店）などでギャグ漫画を発表後、『ホラーM』（ぶんか社）でホラー漫画を描き始める。

## 作品
漫画
- 『闇夜に遊ぶな子供たち』 1（ぶんか社 2010年3月17日初版発行）ISBN 978-4-8211-8969-4
『闇夜に遊ぶな子供たち』 完全版（株式会社トラッシュアップ 2016年7月初版発行）ISBN 978-4-86538-056-9
完全版には単行本1巻の未収録作品が追加されている。
- 『フロイトシュテインの双子』（集英社 2014年8月20日初版発行）ISBN 978-4-08-890005-6
- 『死人の声をきくがよい』（秋田書店）、全12巻　※ひよどり祥子名義
- 『血骨の謝肉祭』（ぶんか社 2015年1月1日発行）
『ホラーM』に掲載された作品の短編集。単行本未収録作品の電子書籍限定配信。
- 『悪い夢のそのさき…』（ホーム社 2018年7月19日初版発行）ISBN 978-4-8342-3269-1
- 『ときめきのいけにえ』講談社〈KCデラックス〉2020年 - 2021年、全3巻
  1. 2020年8月17日初版発行、ISBN 978-4-06-520093-3
  2. 2021年2月17日初版発行、ISBN 978-4-06-521948-5
  3. 2021年10月15日初版発行、ISBN 978-4-06-525038-9
- 『僕に殺されろ』講談社〈KCデラックス〉2023年4月25日 - 2024年3月26日、全11話、全2巻
  1. 2023年9月14日初版発行、ISBN 978-4-06-533030-2
  2. 2024年4月17日初版発行、ISBN 978-4-06-535149-9
- 『こゆび先生の霊的挑戦』〈Nemuki+コミックス〉（朝日新聞出版 2025年6月6日初版発行）ISBN 978-4022144164

イラスト
- 二ノ丸くんが調査中（作・石川宏千花、偕成社 2016年10月初版発行）ISBN 978-4-03-649030-1
- 二ノ丸くんが調査中 黒目だけの子ども（作・石川宏千花、偕成社 2018年2月初版発行）ISBN 978-4-03-649060-8
- 夢とき師ファナ 黄泉の国の腕輪（作・小森香折、偕成社 2018年3月初版発行）ISBN 978-4-03-649070-7
- 二ノ丸くんが調査中 天狗さまのお弟子とり（作・石川宏千花、偕成社 2019年7月初版発行）ISBN 978-4-03-649110-0